# 최불암
최불암(崔佛岩, 1940년 6월 15일 ~)은 대한민국의 배우이고, 본관은 해주이며, 본명은 최영한(崔英漢)이다.

## 생애
경기도 인천부 금곡정 출생이다. 1959년 국립극장에서 연극 《햄릿》으로 연극배우로 데뷔하였다. 한양대학교 연극영화학과를 중퇴 후, 1965년 국립극단 단원으로 입단하여 연극 분야에서 활동하였다. 1966년 MBC 라디오 드라마에 첫 출연하였으며 이듬해 28세이던 1967년, 서울중앙방송(지금의 KBS 한국방송공사) 공채 탤런트로 정식 입문하였고 드라마 《수양대군》으로 텔레비전 드라마에 데뷔하였다. 1969년 MBC TV 개국과 함께 MBC 특채 탤런트로 스카우트되어 주로 MBC에서 활동하였다.
1971년에서 1989년까지 MBC에서 방영했던 최장수 드라마 《수사반장》에서 주인공 박 반장, 1980년에서 2002년까지 동 방송사에서 방영된 《전원일기》에서 양촌리 김 회장 역을 맡아 따스하고 서민적인 이미지로 국민아버지란 칭호를 받았던 대한민국을 대표한 대배우다.
14대 총선에서 통일국민당 비례대표 의원으로 당선 제14대 국회의원을 역임하였다.
1996년 4월 15대 총선에 신한국당 후보로 출마하였지만 김민석 새정치국민회의 후보에 의해 낙선하였다.
배우로서도 명성이 높지만, 정치인이 되면서 일정부분 권력과 지위까지 누려본 인물이다. 또한, 많은 배우들로 하여금 존경받는 인물이기도 하다.
이후에는 배우 생활을 이어가고 있으며, 후배 배우 양성에 힘쓰고 있다.

## 학력
- 1953년 인천신흥국민학교 (졸업)
- 1956년 중앙중학교 (졸업)
- 1959년 중앙고등학교 (졸업)
- 1962년 서라벌예술초급대학 연극영화학과 (전문학사)
- 1965년 한양대학교 연극영화학과 중퇴 (1991년 동대 동학과 명예 학사)
- 호남대학교 (명예 문학박사)[2]

## 음반
- 아빠의 말씀(1981년, 정여진과 듀엣)

## 출연작

### 드라마
- 1967년 KBS 《수양대군》 ... 절재 김종서 역
- 1969년 MBC 일일연속극 《개구리 남편》 ... 이창호 과장 역
- 1970년 MBC 일일연속극 《강변 살자》
- 1971년 ~ 1989년 MBC 주간드라마 《수사반장》 ... 박 반장(박영한) 역
- 1971년 MBC 일일연속극 《아버지》
- 1971년 MBC 일일연속극 《학부인》 ... 최 부장 역
- 1972년 MBC 일일연속극 《새엄마》
- 1973년 MBC 주간드라마 《한백년》
- 1974년 MBC 일일연속극 《강남가족》... 유승근 역
- 1974년 MBC 특별기획드라마 《황녀》 ... 김형규 역
- 1975년 MBC 일일연속극 《신부일기》
- 1976년 MBC 특집드라마 《거룩한 손님》
- 1976년 MBC 일일연속사극 《사미인곡》 ... 이완 역
- 1976년 MBC 어린이드라마 《달려라 삼총사》
- 1977년 MBC 일일연속극 《당신》 ... 아버지 역
- 1978년 MBC 일일연속극 《행복을 팝니다》
- 1979년 MBC 특별기획드라마 《안국동 아씨》 ... 영조 이금 역
- 1979년 MBC 6.25특집극 《최후의 증인》
- 1979년 MBC 8.15특집극 《한국인》
- 1980년 MBC 6.25 30돌 특집드라마 《아베의 가족》
- 1980년 ~ 2002년 MBC 농촌드라마 《전원일기》 ... 김 회장(김민재) 역
- 1981년 MBC 특별기획드라마 《제1공화국》 ... 우남 이승만 역
- 1981년 MBC 8.15특집극 《가장 긴 여름》
- 1982년 MBC 일일연속극 《친구야 친구》
- 1982년 MBC 일일연속극 《어제, 그리고 내일》 ... 덕기 역
- 1983년 MBC 수목드라마 《야망의 25시》 ... 아산 정주영 역
- 1985년 MBC 주간연속극 《엄마의 방》 ... 박성민 역
- 1986년 MBC 특집드라마 《젊은날의 초상》
- 1987년 MBC 미니시리즈 《최후의 증인》 ... 황바우 역
- 1987년 MBC 미니시리즈 《산하》 ... 우남 이승만 역
- 1988년 MBC 미니시리즈 《도시의 흉년》 ... 지대풍 역
- 1989년 MBC 특별기획드라마 《제2공화국》 ... 우남 이승만 역
- 1989년 MBC 특집드라마 《독도 수비대》- 이승만 역
- 1989년 MBC 특집드라마 《타오르는 강》
- 1991년 MBC 주말연속극 《고개숙인 남자》 ... 종진 역
- 1991년 MBC 특별기획드라마 《여명의 눈동자》 ... 윤홍철(윤여옥 부) 역
- 1992년 MBC 미니시리즈 《분노의 왕국》 ... 브로커 역
- 1995년 MBC 미니시리즈 《여》 ... 성혁 역
- 1996년 MBC 미니시리즈 《아이싱》
- 1996년 MBC 수목드라마 《미망》 ... 전처만 역
- 1997년 MBC 주말연속극 《그대 그리고 나》 ... 박재천 역
- 1999년 MBC 청춘시트콤 《점프》 ... 대학교수 최불암 역
- 1999년 MBC 창사특집극 《아름다운 서울》 ... 강 회장 역
- 2000년 MBC 주말연속극 《사랑은 아무나 하나》 ... 김한봉 역
- 2001년 MBC 특별기획드라마 《홍국영》 ... 영조 역
- 2002년 MBC 수목미니시리즈 《그 햇살이 나에게》 ... 최명호 역
- 2002년 MBC 수목미니시리즈 《리멤버》 ... 문석천 역
- 2002년 MBC 청춘시트콤 《논스톱3》 ... 파출소장 역(추석특집 게스트)
- 2003년 MBC 주말연속극 《죽도록 사랑해》 ... 장 사장 역
- 2003년 SBS 드라마스페셜 《요조숙녀》 ... 고나경 역
- 2004년 MBC 특별기획드라마 《영웅시대》 ... 노년의 천태산 역
- 2004년 SBS 창사특집극 《홍소장의 가을》 ... 홍상수 역
- 2005년 MBC 월화미니시리즈 《달콤한 스파이》 ... 범구파 보스 역

(짜장면 한그릇을 단 두젓가락에 흡입 완료하는 장면 연출 /후배인 권투관장에게 곱배기 않시켜준걸 푸념)
- 2006년 MBC 미니시리즈 《궁》 ... 황제 성조 역
- 2006년 MBC 주말연속극 《진짜 진짜 좋아해》 ... 대통령 장인호 역
- 2008년 SBS 월화드라마 《식객》 ... 오 숙수 역
- 2009년 SBS 주말특별기획 《그대 웃어요》 ... 강만복 역
- 2010년 MBC 미니시리즈 《로드 넘버원》 ... 노년의 태호 역(특별출연)
- 2010년 SBS 추석특집극 《당신의 천국》 ... 기수 역
- 2011년 채널A 주말연속극 《천상의 화원 곰배령》 ... 정부식 역
- 2012년 JTBC 미니시리즈 《해피 엔딩》 ... 김두수 부 역
- 2014년 SBS 주말극장 《기분 좋은 날》 ... 김철수 역
- 2018년 OCN 주말드라마 《라이프 온 마스》 ... 수사반장 역(특별출연)
- 2018년 MBC 특별기획 주말드라마 《이별이 떠났다》 ... 서영희의 아버지 역
- 2024년 MBC 금토드라마 《수사반장 1958》 ... 노년 박영한 역 (특별출연)

### 영화
- 1970년 《암흑가의 25시》
- 1970년 《태양은 늙지 않는다》
- 1970년 《아무도 모르게》
- 1972년 《의사 안중근》
- 1974년 《증언》
- 1974년 《파계》
- 1974년 《잊을수는 없겠지》
- 1975년 《49제》
- 1975년 《욕망》
- 1975년 《영자의 전성시대》 ... 천씨 아저씨 역
- 1976년 《간난이》
- 1976년 《가족》
- 1976년 《정말 꿈이 있다구》
- 1976년 《혈육애》
- 1976년 《왕십리》 ... 당구장 아저씨 역
- 1977년 《진짜 진짜 좋아해》... 지영의 아빠 역
- 1978년 《아리랑아》
- 1978년 《세종대왕》 ... 황희 역
- 1979년 《로맨스 그레이》
- 1979년 《휘청거리는 오후》
- 1979년 《달려라 만석아》 ... 만석의 할아버지 역
- 1980년 《최후의 증인》... 황바우 역
- 1980년 《바람 불어 좋은 날》 ... 김 회장 역
- 1981년 《사람의 아들》... 남 경사 역
- 1981년 《세 번은 짧게 세 번은 길게》
- 1986년 《허튼소리》
- 1986년 《길소뜸》... 의사 역(특별출연)
- 1987년 《기쁜 우리 젊은 날》 ... 영민 아버지 역
- 1988년 《위험한 향기》... 장인 역
- 1990년 《반쪽아이들》... 남철 부 역
- 2004년 《까불지마》 ... 주먹짱 벽돌 역
- 2005년 《잠복근무》 ... 부장검사 역(우정출연)
- 2013년 《붓다: 싯다르타 왕자의 모험》 ... 나레이션 역(한국어 더빙)

## 방송
- MBC 총화 대행진
- MBC 스타쇼
- MBC 법창야화
- MBC 최불암의 청소년 문화기행
- MBC 10대 사건시리즈 - 범죄
- KBS 해피 FM 안녕하세요 황인용 강부자입니다
- KBS 전국노래자랑
- 91 KBS 명사 동요대회
- KBS 가족오락관 게스트 (1994년)
- 태진아 잘났어 정말 뮤직비디오
- MBC 경찰청사람들 ...공개수배특집 "사기꾼을 잡아라" 진행자(1998년)
- KBS TV는 사랑을 싣고 ... 게스트(1995년/2004년/2018년)
- KBS1 좋은나라 운동본부
- EBS 자연다큐멘터리 《흙》 ... 내레이션(2005년)
- KBS1 《인사이트 아시아 - 차마고도》 ... 내레이션(2008년)
- SBS 스페셜 《막·걸·리 - 1부 당신에게 막걸리는 무엇입니까》 ... 내레이션(2009년)
- MBC 녹색성장 특별기획 다큐멘터리 《숨은그림찾기, 소나무 부자데》 ... 내레이션(2010년)
- MBC 네트워크 특선'보물섬 중도 ... 내레이션(2010년)
- 2011년 법정스님의 의자 ... 내레이션
- KBS1 《한국인의 밥상》 ... 진행자(2011년~2025년)
- tvN 《꽃보다 할배》 ... 게스트(2013년)[3]
- MBN 최불암의 이야기 숲 어울林 ... 진행자 2014년
- EBS FM 《EBS 책 읽는 라디오 낭독 시리즈》(2014년)
- KBS1 《나는 대한민국》 ... 진행자(2015년)
- EBS1 《EBS 다큐프라임 - 한반도 대서사시 나무》 2부 느티나무가 있는 마을 ... 내레이션(2016년)
- KBS2 《1박 2일》 ... 스페셜 게스트(2017년)[4][5]
- JTBC 《투유 프로젝트 슈가맨 3》(2020년)
- KBS1 《다큐 인사이트 - 베를린 아리랑》 ... 내레이션 (2023년)

## CF 활동
- 1972~1977년, 1996~1998년 일양약품 (원비, 원비-디)
- 1976~1979년 LG전자 (샛별 텔레비전, 백조 세탁기, 코스모 시계, 눈표 냉장고 등)
- 1979년 롯데칠성음료 보드카 하야비치
- 1982년 롯데칠성음료 (스카시, 쌕쌕, 칠성사이다 등)
- 1983~1984년 대웅제약 (우루사, 포가놀, 게므론 등)
- 1984~1992년, 2000년 보령제약 겔포스엠
- 1985년 대한가족계획협회
- 1986~1987년 해태제과 도투락 만두(Feat. 김도연)
- 1988년 공익광고협의회 신용사회
- 1989년 쌍방울 트라이 (Feat. 이덕화)
- 1990년 복권위원회
- 1991년 한국타이어 옵티모 플러스
- 1991년 공익광고협의회 이웃돕기
- 1991~1992년 CJ제일제당 홍삼원 드링크
- 1991~1992년 롯데제과 (MVP 초콜렛, 임페리얼 아이스크림)
- 1992년 마이크로 (콤팩트펜, MIT 만년필)
- 1992년 에스원 세콤
- 1992년 CJ제일제당 기업 캠페인 신선한 기쁨 언제나 가득히 (내레이션)
- 1994년 국민은행 장기주택마련저축 통장
- 1994년 오리온 초코파이
- 1996년 한화생명보험
- 1997년 대우통신 대우 코러스 컴퓨터
- 1997~1998년 LX하우시스 LX 황토방
- 1998년 일화 맥 (Feat. 박원숙)
- 1998년 한미약품 유기농 안심 토마토
- 1999년 GS칼텍스 시그마 6
- 1999년 동원F&B 동원 앙코르 햄
- 1999년 남양유업 (Feat. 김영인 (1971년))
- 2000~2001년 부국증권
- 2000년 팜한농 (김상순과 공동출연)
- 2000~2004년 세라젬 의료기
- 2007년 수맥돌침대
- 2007년 한국전력공사
- 2008~2014년, 2024 ~ 현재 동국제약 인사돌 (with 정애리, 엄태웅, 김주혁, 김성주, 김경란, 김승우, 이보영 등)
- 2015 ~ 2024년 동국제약 인사돌 플러스 (with 김민자, 홍은희, 김승우, 오나라, 성시경, 이보영, 박지성 등)
- 2010~ 현재 한국주택금융공사
- 2010년 농심 둥지 쌀국수 뚝배기 (Feat. 천보근)
- 2012~2013년 중소기업중앙회 노란우산공제
- 2013년 고용노동부
- 2014년 한국산업안전보건공단
- 2018년 JTBC 온 캠페인 - 내레이션
- 2019년 LG TROMM 세탁기 (금성백조세탁기출시 50주년기념)
- 2020년 넥슨 V4

## 경력
- 1959년 연극배우 첫 데뷔
- 1965~1967년 국립극단 단원
- 1966년 MBC 문화방송 라디오 드라마 첫 출연
- 1967년 서울중앙방송(현재의 KBS 한국방송공사) 공채 탤런트
- 1969년 MBC 문화방송 특채 탤런트
- 1972년 경찰청 명예경감
- 1977년 경찰청 명예경정
- 1981~ 한국복지재단 후원회 회장[6]
- 1985년 극단 현대예술극장 대표 총단장
- 1990년 한국지역사회교육중앙협의회 이사장
- 1992년 통일국민당 당무위원.
- 1992년 제14대 통일국민당 전국구 비례대표 국회의원(재임: 1992년 5월 30일~1993년 2월 18일)
- 1993년 통일국민당 탈당, 민주자유당 당무위원.
- 1994년 민주자유당 탈당, 신민당 당무위원.
- 1995년 자유민주연합 당무위원.
- 1995년 자유민주연합 탈당, 민주자유당 복당, 민주자유당 당무위원.
- 1996년 신한국당 당무위원.
- 1996년 신한국당 탈당.
- 1997년 호서대학교 연극영화학과 겸임교수
- 1998년 서일대학 방송연예학과 겸임교수
- 1998년 서울특별시 홍보대사
- 1998년 '웰컴 투 코리아 시민협의회' 회장
- 2001년 교통안전 홍보대사
- 2007년 세명대학교 방송연예학과 초빙교수
- 2007년 초록우산 어린이재단 전국후원회 회장
- 2007년 여수세계박람회 명예홍보대사
- 2008년 다문화가족사랑 걷기 모금 축제 대회장
- 2008년 호남대학교 연극영화학과 겸임교수
- 2008년 서울드라마페스티벌 명예의 전당 올해의 스타 헌액
- 2009년 2014 인천아시안게임 홍보대사
- 2009년 한우 홍보대사
- 2009년 무한돌봄 홍보대사
- 2010년 한국주택금융공사 홍보대사
- 2010년 민선5기 서울시 홍보대사
- 2012년 청소년 흡연 음주예방 홍보대사
- 2012년 경찰청 명예총경
- 2012년 귀농귀촌 100인 자문단
- 2012년 경기도 살리고 농정 홍보대사
- 2012년 식사랑 농사랑 대국민 프러포즈 행사 홍보대사
- 2012년 희망서울 홍보대사
- 2012년 사단법인 제로캠프 이사장
- 2013년 여수시 홍보대사
- 2013년 제11회 지상군 페스티벌 홍보대사
- 2018년 경찰청 명예경무관
- 2019년 불교에서 천주교로 개종
- 2021년 경찰청 명예치안감 (경찰청 명예형사국장)
- 유엔한국협회 운영이사
- 2024년 경찰청 명예치안정감 (명예 경찰청 국가수사본부장)

## 수상 경력

### 수상자
- 1969년 제5회 《백상예술대상》 연극부문 남자 최우수연기상 《환상살인》
- 1970년 제6회 《백상예술대상》 연극부문 애독자 인기상
- 1971년 제7회 《백상예술대상》 연극부문 남자 최우수연기상 《인조인간》
- 1973년 제1회 《한국방송대상》 TV연기상 《수사반장》
- 1974년 제10회 《백상예술대상》 연극부문 애독자 인기상
- 1974년 제10회 《백상예술대상》 TV부문 남자 최우수연기상 《한백년》
- 1974년 제1회 《MBC 탤런트연기상》 남자 최우수연기상 《강남가족》
- 1975년 제11회 《백상예술대상》 TV부문 인기상
- 1977년 《MBC 연예대상》 남자 탤런트부문
- 1977년 《MBC 연예대상》 대상 《당신》, 《수사반장》
- 1978년 제17회 《대종상》 남우조연상 《세종대왕》
- 1978년 제14회 《백상예술대상》 TV부문 남자 최우수연기상 《당신》
- 1979년 제18회 《대종상》 남우주연상 《달려라 만석아》
- 1980년 제1회 《한국영화평론가협회상》 남우주연상 《최후의 증인》
- 1980년 《MBC 연기대상》 남자 최우수연기상 《전원일기》, 《수사반장》
- 1981년 제8회 《한국방송대상》 TV연기상 《전원일기》
- 1987년 한국방송 60주년 기념 방송 유공자 시상식 대통령 표창
- 1991년 《MBC 연기대상》 특별공로상 《전원일기》
- 1998년 국민훈장 목련장
- 1998년 제11회《그리메상》 최우수 남자연기상 《그대 그리고 나》
- 2003년 《KBS 연예대상》 특별상 《좋은 나라 운동본부》
- 2008년 제3회 《서울드라마어워즈》 올해의 스타상
- 2011년 제22회 위암장지연상 방송부문
- 2014년 제5회《대한민국 대중문화예술상》 은관문화훈장
- 2015년 《KBS 연예대상》 PD특별상 《한국인의 밥상》
- 2018년 제45회 《한국방송대상》 공로상 《한국인의 밥상》
- 2021년 제33회 《한국PD대상》 공로상 《한국인의 밥상》
- 2022년 제13회《코리아드라마어워즈》 공로상
- 2023년 KBS를 빛낸 50인
- 2024년 《MBC 연기대상》 공로상
- 2025년 제52회 《한국방송대상》 진행자상 《한국인의 밥상》

### 선정 인물
- 시사저널 <누가 한국을 움직이는가> 연예인 부문 (1993~1995년)

## 에피소드
- 최불암이 자신의 본명 최영한을 사용하지 못한 이유는 1965년 국립극단 단원으로 활동을 시작할 당시 이미 1938년생 동명 배우 최영한[7](崔英漢)이 활동을 하고 있으며 불암(佛岩)이라는 그의 예명은 백부 최택(崔澤)이 이미 지어 주어서 사용하게 되었다고 한다.
- 그의 어머니 이명숙(1986년 사망)은 명동에서 술집 《은성》을 경영했는데, 그 술집에는 김수영, 박인환, 오상순, 변영로, 전혜린 등 내로라한 문인들이 단골이었다고 한다.[8]
- 시인 수주 변영로가 자신의 단골 주점인 《은성》 주인의 아들 최불암이 서라벌예술대학에 합격하자 막걸리잔을 내빌고 술을 한잔 주었다. 하지만 최불암이 막걸리잔에 뜬 술지게민 손으로 걷어서 내버리자, 변영로는 이놈이 음식을 함부로 버린다고 화를 내며 즉석에서 귀뺨을 후려쳤다 한다.
- 그는 시인 김지하와 막역한 사이며 그와 함께 연극 활동을 하거나 혹은 연극을 함께 보러다닌 절친한 사이였다고 한다.
- 그가 《수사반장》에서 20년 가까운 세월 동안 수사반장으로 열연한 공로를 인정받아 경찰청은 1988년 그를 명예 경정으로 임관시켰고, 2012년은 명예 총경으로 승진하였다.[9]
- MBC 드라마 《수사반장》에서 최불암이 연기한 박 반장 캐릭터는 훗날 2000년 콧물감기약 《이뮤노》 CF 광고에서 연기자 박상면과 연기자 정찬이 각각 패러디하기도 하였다.
- 그가 국회에 진출한 이후 《전원일기》에서 그의 배역은 "외국(타이베이) 유학 중"으로 처리되었다고 한다.
- 그가 최불암 시리즈로 뜻하지 않게 인기를 끌자 연기자 오지명은 최불암의 인기를 등에 업기 위해 코메디 영화 까불지마를 촬영하면서 최불암을 주연으로 섭외하였다.
- 주로 애니메이션 주제가를 부르는 가수 정여진과 음반을 녹음한 적이 있다.[10]
- 연기자 서승현과는 사돈 관계다.
- 혼자 여러명의 불량배들을 때려눕힌 이동준의 모습을 직접 목격한 직후 이동준의 뛰어난 싸움실력에 감탄해서 이동준을 액션 배우로 데뷔시켜줬다.
- 10년 넘게 출연한 작품이 3개다. 《수사반장》(1971~1989년) 18년, 《전원일기》(1980~2002년) 22년, 《한국인의 밥상》(2011~2025년) 14년 이다.

## 이외 이력
- 대한민국 제14대 국회의원(통일국민당→무소속→민주자유당→신한국당, 초선)(1992년~1996년)[11]
- 통일국민당 문화예술행정위원(1992년~1994년)
- 민주자유당 문화예술행정특임위원(1994년)[11]
- 신민당 문화예술행정위원(1994년)
- 자유민주연합 문화예술행정특임위원(1995년)
- 민주자유당 서울특별시 지부 영등포구 을 지구당위원장(1995년)
- 신한국당 서울특별시 지부 영등포구 을 지구당위원장(1995년~1996년)
- 신한국당 문화예술행정특임위원(1996년)

### 명예역
- 명예역 경정: MBC 드라마 수사반장이 경찰에 대한 이미지를 개선한 공로로 수사반장에서 주연으로 활약한 경찰관 역의 배우들에게 경찰청이 명예 경찰관으로 임명하고 각 배우들에게 명예역 계급을 부여했다. 반장인 최불암이 명예역 경정, 김상순이 명예역 경감, 조경환과 남성훈은 명예역 경위, 노경주는 명예역 경사가 되었다.
- 2012년 최불암은 명예역 계급이 진급해 명예역 총경이 되었다.

## 역대 선거 결과
|  | 17.40% |

|  | 32.49% |

## 소속 정당
| 소속 정당 | 소속 정당  | 소속 기간 | 비고           |
| --------- | ---------- | --------- | -------------- |
|           | 통일국민당 | 1992~1993 | 정계 입문      |
|           | 무소속     | 1993      | 탈당           |
|           | 민주자유당 | 1993~1995 | 입당           |
|           | 신한국당   | 1995~1996 | 당명 변경      |
|           | 무소속     | 1996~현재 | 탈당 정계 은퇴 |

## 같이 보기
- 대한민국 제14대 국회의원 선거 통일국민당 후보 목록#전국구

## 가족
- 부모: 최철, 이명숙
- 배우자: 김민자(1942년 7월 27일~ )
  - 아들: 최동녘
  - 딸: 최동비